# Luns (borgmiddel)

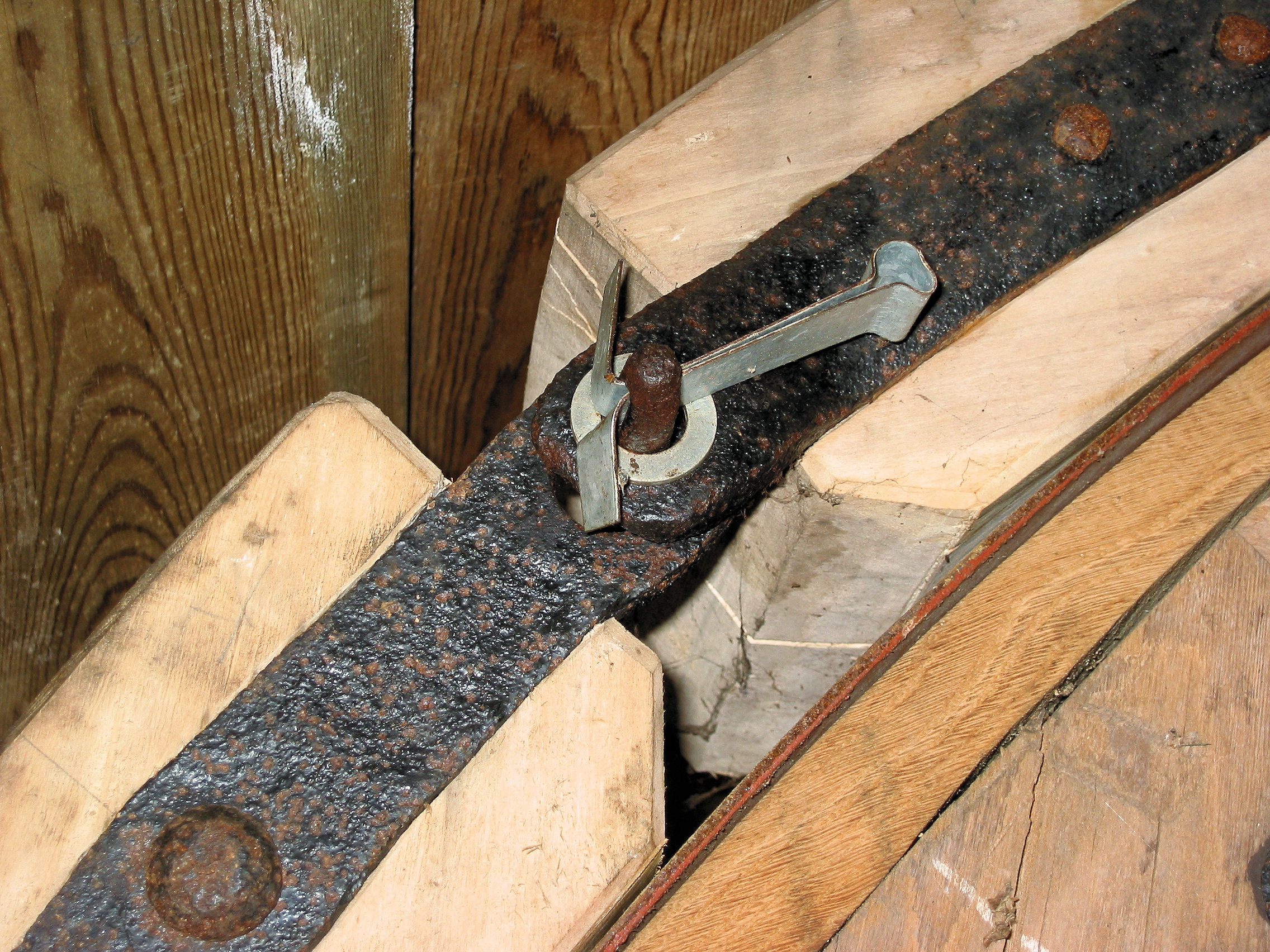
Spijlbout als scharnier tussen vangstukken geborgd met een luns

Een luns is een omgebogen plat, taps toelopend stuk plaatstaal dat door een sleuf in een spijlbout wordt gestoken om deze vast te zetten en tegen uitvallen te borgen. De tapse vorm verzekert een maximale opsluiting van de luns in de sleuf. Als extra zekering worden de pootjes van de luns uit elkaar gebogen.